# Geniusz sceny
Geniusz sceny – polski film oświatowy z 1939 roku, złożony z fragmentów sławnych kreacji Ludwika Solskiego. Są to kolejno: król Fryderyk II z Wielkiego Fryderyka Nowaczyńskiego, chłop Szywała z Niespodzianki Rostworowskiego, rola tytułowa z Judasza z Kariothu Rostworowskiego, Harpagon ze Skąpca Moliera, lichwiarz Łatka z Dożywocia Fredry, rola tytułowa z Horsztyńskiego Słowackiego, Chudogęba z Wieczoru Trzech Króli Szekspira, sędzia Dogberry z Wiele hałasu o nic Szekspira, profesor Słapiński ze sztuki U mety Karola Rostworowskiego, Gospodarz z Wesela Wyspiańskiego, król Filip II z Don Carlosa Schillera.
Film nagrodzony na MFF w Wenecji: nagroda aktorska dla Ludwika Solskiego i nagroda za scenariusz dla Adama Grzymały-Siedleckiego.

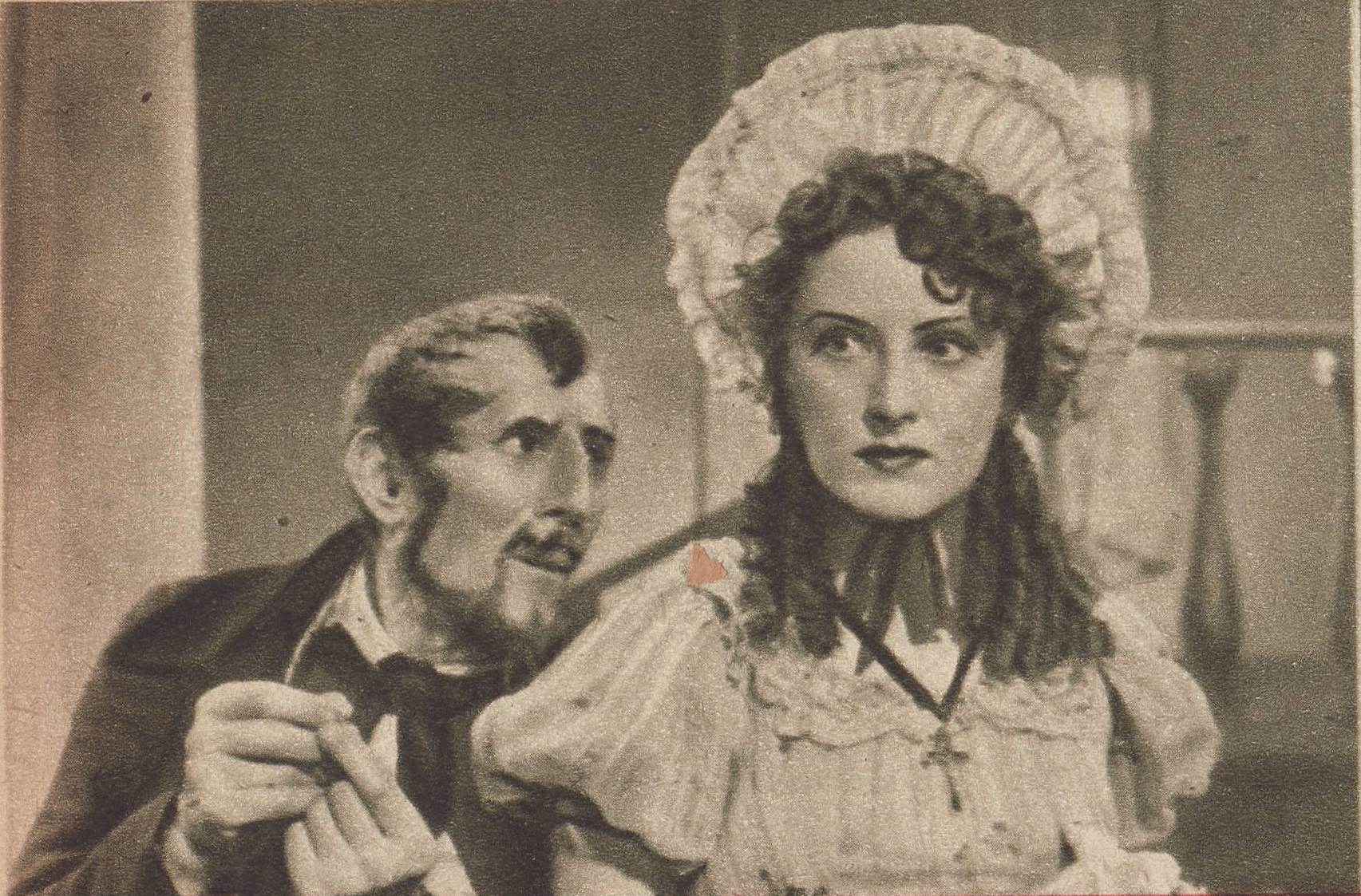
Ludwik Solski (jako lichwiarz Łatka) i Stanisława Angel-Engelówna w sztuce "Dożywocie"
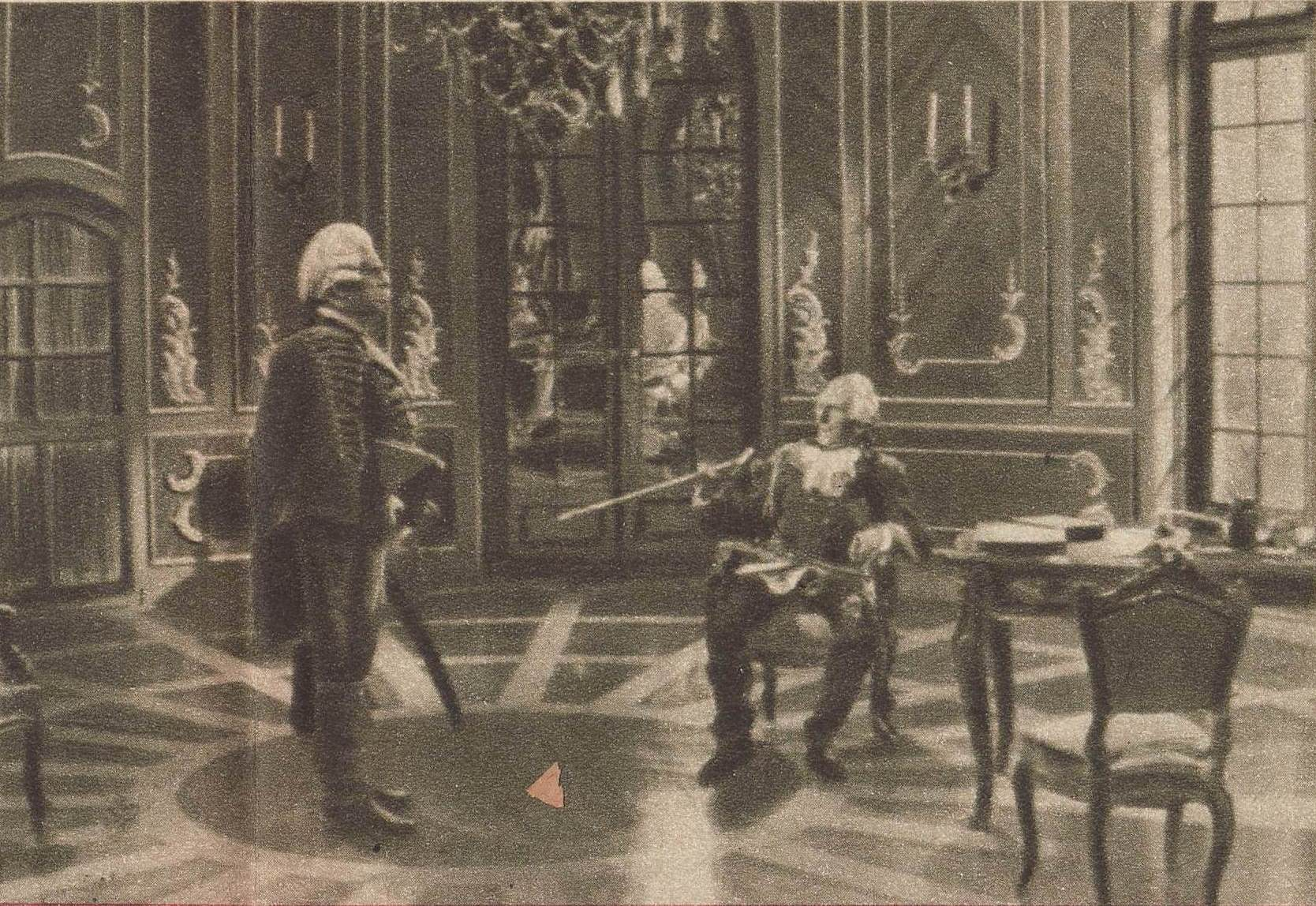
Ludwik Solski (jako król Fryderyk II) i Wojciech Brydziński w sztuce "Wielki Fryderyk" Adolfa Nowaczyńskiego
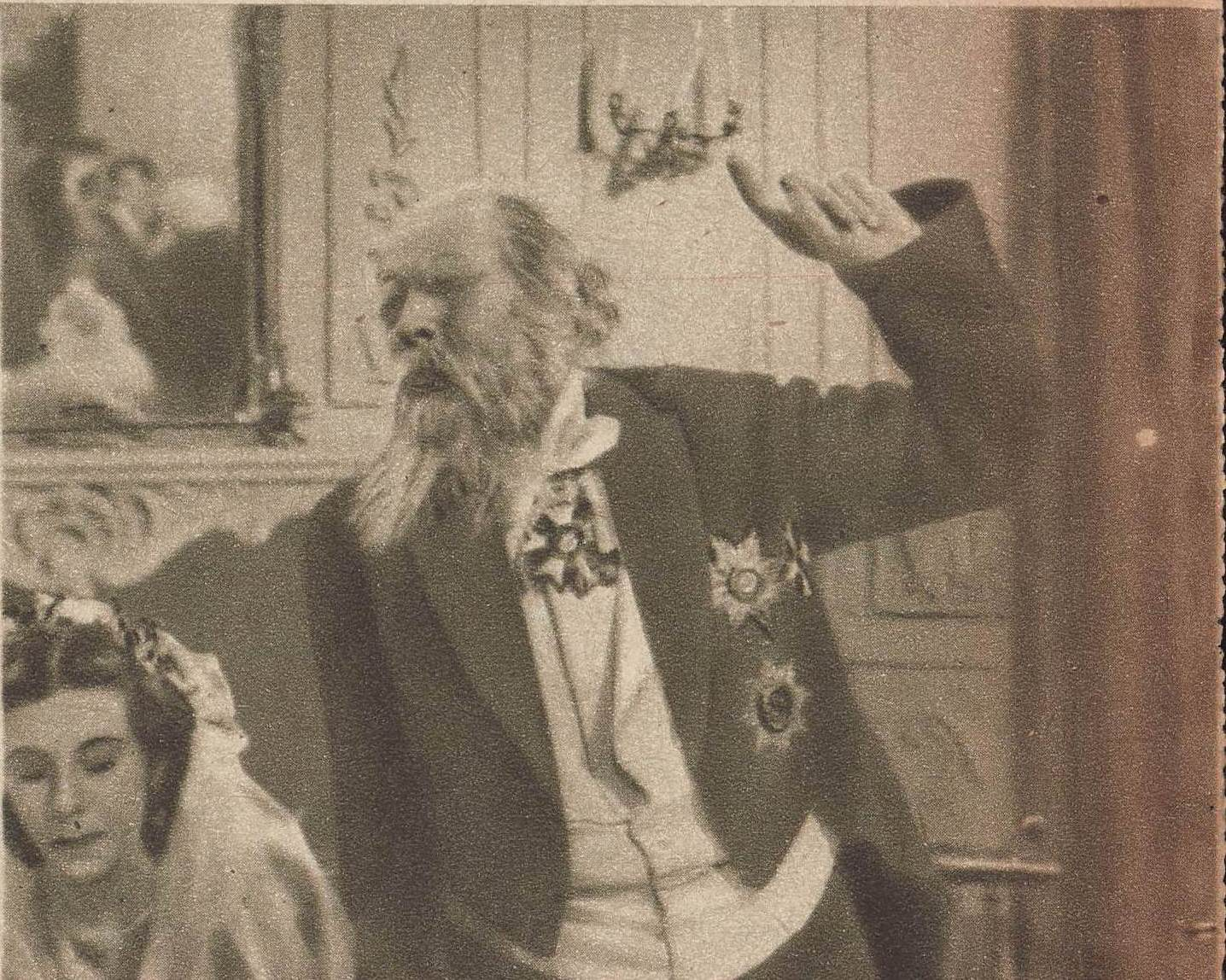
Ludwik Solski jako profesor Słapiński w sztuce "U mety"